# Gàlag d'Angola
El gàlag d'Angola (Galago moholi) és una espècie de primat de la família dels galàgids.
Viu a Angola, Botswana, Burundi, la República Democràtica del Congo, Malawi, Moçambic, Namíbia, Ruanda, Sud-àfrica, Eswatini, Tanzània, Zàmbia i Zimbàbue.
Sorprenentment, es troben poblacions reproductores d'aquesta espècie en els suburbis de 
Johannesburg i Pretòria. Alguns d'aquests eren originalment mascotes, que han fugit o han estat alliberats, mentre que d'altres han emigrat, procedents de regions més càlides.